# خوزه آنتونیو گالاردو
خوزه آنتونیو گالاردو (انگلیسی: José Antonio Gallardo; ۳۱ دسامبر ۱۹۶۱ – ۱۵ ژانویهٔ ۱۹۸۷) بازیکن فوتبال اهل اسپانیا بود.
از باشگاه‌هایی که در آن بازی کرده‌است می‌توان به باشگاه فوتبال مالاگا اشاره کرد.